# French Championships 1960
Turniej tenisowy French Championships, dziś znany jako wielkoszlemowy French Open, rozegrano w 1960 roku w dniach 17 - 28 maja, na kortach im. Rolanda Garrosa w Paryżu.

## Zwycięzcy

### Gra pojedyncza mężczyzn
Nicola Pietrangeli -  Luis Ayala 3-6, 6-3, 6-4, 4-6, 6-3

### Gra pojedyncza kobiet
Darlene Hard -  Yola Ramírez 6-3, 6-4